# Альбанська республіка
Альбанська республіка (італ. Repubblica di Alba) — короткочасна французька сестринська республіка періоду Наполеонівських війн в Північні Італії. Була створена 26 квітня 1796 року, коли місто Альба було взято французькою революційною армією.
Існувала всього лише 2 дні, бо через перемир'ям у Кераско 28 квітня, король Сардинії Віктор-Амадей III здобув контроль над усім П'ємонтом.
Держава не мала жодного ефективного контролю своєї землі, але її пам'ятають з двох причин. По-перше, у 1944 році таку саму назву мала місцева партизанська держава, а по-друге завдяки її прапору, який був розроблений якобінцем Хуаном Антоніо Ранца. Він складався із синіх і червоних смуг (як у французькому прапорі) та помаранчевої смуги посередині, колір якої був дуже розповсюджений в той час у П'ємонті. Прапор існував в горизонтальній і вертикальній версіях, цей прапор також використовується і в наш час[коли?] в деяких випадках в П'ємонті.